# Plusia festata
Plusia festata är en fjärilsart som beskrevs av Ludwig Carl Friedrich Graeser 1890. Plusia festata ingår i släktet Plusia och familjen nattflyn. Inga underarter finns listade i Catalogue of Life.